# 安哥拉裔葡萄牙人
安哥拉裔葡萄牙人是繼佛德角人後葡萄牙第二大非洲族群。2006年，有28,854名合法居留權的安哥拉人生活在葡萄牙，然而，這個數字可能低估了社區的真實面積，因為它既不考慮非法移民也不涉及擁有葡萄牙公民身份的安哥拉人。

## 歷史
自1970年代開始，葡萄牙出現了大規模的安哥拉人移民潮。但早期移民多是葡裔安哥拉人，後期則多是黑白混血兒和黑人。2002年安哥拉內戰結束後，多數安哥拉人開始返回母國。根據2003年安哥拉大使統計，有8,000至10,000名安哥拉人準備返回安哥拉。同時每周有400人從葡萄牙飛往安哥拉首都羅安達。然而，葡萄牙國家統計局的統計顯示，在葡萄牙的安哥拉合法居民人口在2001年至2003年間並沒有下降，而是增長了12.6％（從22,751人增至25,616人）。